# 굿 샬럿
굿 샬럿(Good Charlotte)은 미국 메릴랜드주 월도프(Waldorf) 출신 팝 펑크 밴드이다. 이들의 이름은 캐럴 비치 요크의 아동 도서 《Good Charlotte: The Girls Of Good Day Orphanage》에서 따온 것이다.
멤버 조엘 매든과 벤지 매든은 일란성 쌍둥이이다.

## 역사
1999년 굿 샬럿은 클럽이나 작은 공연장에서 공연을 하며 인지도를 쌓아갔다. 당시 〈My Own Worst Enemy〉로 인기를 끌고 있던 포스트 그런지 밴드 릿이 굿 샬럿에게 관심을 가지게 되었고, 1999년 릿의 이스트 코스트 투어 공연에 오프닝 밴드로 참여하게 되었다. 또한 당시 《Enema of the State》로 큰 대중적 인기를 얻고 있던 블링크-182와 같이 공연을 갖기도 하였다. 많은 음반사들이 굿 샬럿에 관심을 가졌으며, 굿 샬럿은 1999년 에픽 레코드와 계약을 맺었다. 데뷔 음반 《Good Charlotte》은 2000년에 발매되었다. 〈Little Things〉, 〈Motivation Proclamation〉, 〈Festival Song〉이 싱글로 발매되었으며, 그 중 〈Little Things〉는 모던 록 차트 23위, 〈Motivation Proclamation〉은 핫 100 차트 65위에 올랐다.
2002년에 발매된 두 번째 음반 《The Young and the Hopeless》로 굿 샬럿은 대중적으로 알려지게 되었다. 리드 싱글 〈Lifestyles of the Rich and the Famous〉는 모던 록 차트 11위에 올랐으며, 다른 싱글 〈The Anthem〉, 〈Girls & Boys〉, 〈Hold On〉, 〈The Young and the Hopeless〉도 괜찮은 성공을 거두었다. 《The Young and the Hopeless》는 3x 플래티넘을 인증받았으며, 이 음반의 성공으로 굿 샬럿은 《새터데이 나이트 라이브》 등에도 출연하였으며, 《롤링 스톤》과 《얼터너티브 프레스》의 표지에 실리기도 하였다. 굿 샬럿은 MTV에서도 인기를 얻으며, 2003년 MTV 비디오 뮤직 어워드에서 "Viewers Choice Award"를 수상하였다. 2003년에는 또한 유즈드의 멤버들이 소개해준 크리스 윌슨이 드러머로 밴드에 합류하였다.
2004년 세 번째 음반 《The Chronicles of Life and Death》에서는 네 장의 싱글이 발매되었으며, 그 중 〈Predictable〉과 〈I Just Wanna Live〉가 괜찮은 성적을 거두었다. 2005년 5월 크리스 윌슨이 건강 문제로 밴드를 탈퇴하게 되었다. 크리스는 현재 팝 록 밴드 서머 옵세션에서 드럼을 연주하고 있다. 심플 플랜과 릴라이언트 케이와 함께 투어 공연을 하는 동안에는 동안에는 딘 버터워스가 임시 드러머로 참여하였다. 딘 버터워스는 2005년 8월부터 밴드의 공식 멤버로 합류하였다.
네 번째 음반 《Good Morning Revival》은 원래 2007년 3월에 발매되었으며, 싱글로 〈The River〉, 〈Keep Your Hands Off My Girl〉, 〈Dance Floor Anthem (I Don't Want to Be in Love)〉, 〈Misery〉, 〈Victims of Love〉가 발매되었다.

## 구성원
- 조엘 매든(Joel Madden) - 보컬
- 벤지 매든(Benji Madden) - 기타, 배킹 보컬
- 빌리 마틴(Billy Martin) - 기타, 키보드
- 폴 토머스(Paul Thomas) - 베이스 기타
- 딘 버터워스(Dean Butterworth) - 드럼

### 이전 멤버
- 아론 에스콜로피오(Aaron Escolopio) - 드럼(1996년 ~ 2001년)
- 크리스 윌슨(Chris Wilson) - 드럼(2002년 ~ 2005년)

### 임시 멤버
- 더스티 브릴(Dusty Brill) - 아론 에스콜로피오가 밴드를 떠난 뒤 임시 드러머
- 사이러스 볼루키(Cyrus Bolooki) - 굿 샬럿의 몇몇 투어 공연에 드러머로 참여
- 조시 프리즈(Josh Freese) - 《The Young and the Hopeless》 녹음에 드러머로 참여
- 로빈 에크만(Robin Eckman) - 《The Chronicles of Life and Death》 유럽, 오스트레일리아, 아시아 투어 공연에 드러머로 참여

## 음반 목록

### 정규 음반
| 연도   | 음반명                               | 차트 순위 | 차트 순위 |
| 연도   | 음반명                               | 미국      | 영국      |
| ------ | ------------------------------------ | --------- | --------- |
| 2000년 | 《Good Charlotte》                   | 185       | 194       |
| 2002년 | 《The Young and the Hopeless》       | 7         | 15        |
| 2004년 | 《The Chronicles of Life and Death》 | 3         | 8         |
| 2007년 | 《Good Morning Revival》             | 7         | 13        |
| 2010년 | 《Cardiology》                       | 31        | 63        |
| 2016년 | 《Youth Authority》                  | 23        | 13        |
| 2018년 | 《Generation Rx》                    | 164       | 31        |